# 제이아이테크
제이아이테크(JI Tech Co., Ltd.)는 대한민국의 반도체 소재·특수가스 기업이다. 본사는 전북특별자치도 군산시 중가도길 16에 위치해 있으며 대표이사는 함석훈이다.

## 역사
2014년에 법인 설립되었고 2022년 11월 4일에 미래에셋증권을 주관사로 공모가 16,000원에 상장하였다.

## 같이 보기
- 오션브릿지
- 디엔에프
- 한솔케미칼
- 메카로

## 참고문헌
1. ↑  제이아이테크, 150억 투자 탄소감축 시장 진출, 딜사이트, 2023.06.12
2. ↑  특징주 제이아이테크, 이스라엘 수입의존도 99.6% 브롬...국내 업체 유일 브롬화붕소 제공, 서울경제, 2023-10-16
3. ↑  박종선, 반도체용 프리커서, 특수가스 등 소재 전문업체, 매일경제, 2022/10/20